# Liste der Monuments historiques in Villiers-le-Bâcle
Die Liste der Monuments historiques in Villiers-le-Bâcle führt die Monuments historiques in der französischen Gemeinde Villiers-le-Bâcle auf.

## Liste der Bauwerke
| Bezeichnung                  | Beschreibung | Standort               | Kennzeichnung | Schutzstatus | Datum | Bild |
| ---------------------------- | ------------ | ---------------------- | ------------- | ------------ | ----- | ---- |
| Schloss                      |              | (Lage)                 | PA00088043    | Inscrit      | 1946  |      |
| Haus und Atelier von Foujita |              | 7, route de Gif (Lage) | PA00133001    | Inscrit      | 1994  |      |

## Liste der Objekte
- Monuments historiques (Objekte) in Villiers-le-Bâcle der Base Palissy des französischen Kultusministeriums